# Чемпіонат України з футболу 2025—2026: друга ліга
Друга ліга України з футболу 2025—2026 — 34-й сезон другої ліги, який триватиме з 26 липня 2025 року по червень 2026 року.

## Регламент змагань
У змаганнях беруть участь 22 команди. Команди розподілено на дві групи (А та Б) за територіальним принципом. Змагання проводяться у три кола за круговою системою.
Команди, які посіли перші місця в турнірних таблицях груп А та Б, напряму переходять до першої ліги, а також проводять між собою матч на нейтральному полі за звання чемпіона другої ліги. Команди, що посіли другі місця у своїх групах, проводять між собою матч на нейтральному полі, переможець якого стає бронзовим призером другої ліги.
Команди, що посіли підсумкове третє та четверте місце, грають стикові матчі з командами, що посіли 14-те та 13-те місце в першій лізі відповідно, за право виступати в першій лізі наступного сезону. Стикові матчі складаються з двох матчів, по одному на полі кожної з команд-учасниць.
У випадку, якщо декілька команд набрали однакову кількість очок, місця у турнірній таблиці визначаються за такими критеріями:
1. Більша кількість набраних очок в особистих зустрічах між цими командами.
2. Краща різниця забитих і пропущених м'ячів в особистих зустрічах.
3. Більша кількість забитих м'ячів в особистих зустрічах.
4. Краща різниця забитих і пропущених м'ячів в усіх матчах.
5. Більша кількість забитих м'ячів в усіх матчах.

## Учасники
Склад учасників:
Група А
| Команда         | Населений пункт                 | Стадіон                                          | Місткість стадіону | Місце в попер. ч-ті. |
| --------------- | ------------------------------- | ------------------------------------------------ | ------------------ | -------------------- |
| «Атлет»         | Київ                            | «Атлет»                                          | 300                | —                    |
| «Буковина-2»    | Чернівці                        | «Буковина»                                       | 12 000             | —                    |
| СК «Вільхівці»  | с. Вільхівці Тячівського району | «Вільхівці-Арена-Парк»                           | 1500               | 7                    |
| «Куликів-Білка» | с-ще Куликів                    | «Арена Куликів»                                  | 630                | 4                    |
| ФК «Лісне»      | с. Лісне Бучанського району     | Центральний ім. Михайла Бруквенка (с-ще Макарів) | 3100               | —                    |
| «Нива»          | Вінниця                         | НТБ «Нива»                                       | 1000               | 9 (група Б)          |
| «Полісся-2»     | Житомир                         | НТЦ «Полісся» (с. Глибочиця)                     | 266                | 5                    |
| «Реал Фарма»    | Одеса                           | «Іван»                                           | 1200               | 10                   |
| «Самбір-Нива-2» | Тернопіль                       | ім. Лева Броварського (Самбір)                   | 1918               | 8                    |
| «Скала 1911»    | Стрий                           | «Сокіл»                                          | 1789               | 3                    |
| ФК «Ужгород»    | Ужгород                         | «Авангард»                                       | 10 383             | 6                    |

Група Б
| Команда         | Населений пункт                                  | Стадіон                                             | Місткість стадіону | Місце в попер. ч-ті. |
| --------------- | ------------------------------------------------ | --------------------------------------------------- | ------------------ | -------------------- |
| «Гірник-Спорт»  | Горішні Плавні                                   | «Юність»                                            | 2500               | 5                    |
| «Діназ»         | Вишгород                                         | «Діназ» (с. Демидів)                                | 500                | 16 (перша ліга)      |
| «Колос-2»       | с. Ковалівка Білоцерківського району             | «Ювілейний» (Буча)                                  | 1028               | 1                    |
| «Лівий берег-2» | Київ                                             | НТК «Лівий берег» (тренувальне поле) (мас. Млиново) | 500                | —                    |
| «Локомотив»     | Київ                                             | НТК ім. Віктора Баннікова                           | 1678               | 3                    |
| «Олександрія-2» | Олександрія                                      | «Олімп»                                             | 4000               | 4                    |
| «Пенуел»        | Кривий Ріг                                       | ім. Олександра Поворознюка (с. Володимирівка)       | 560                | —                    |
| «Ребел»         | Київ                                             | НТК ім. Віктора Баннікова                           | 1678               | —                    |
| ФК «Тростянець» | Тростянець                                       | ім. Володимира Куца                                 | 1129               | 6                    |
| «Чайка»         | с. Петропавлівська Борщагівка Бучанського району | НТБ «Колос» (с. Софіївська Борщагівка)              | 250                | 7                    |
| «Чорноморець-2» | Одеса                                            | СОК «Люстдорф»                                      | 500                | —                    |

## Група А

### Турнірна таблиця
| М  | Команда         | І | В | Н | П | РМ   | О |
| -- | --------------- | - | - | - | - | ---- | - |
| 1  | «Самбір-Нива-2» | 3 | 3 | 0 | 0 | 3−0  | 9 |
| 2  | ФК «Лісне»      | 4 | 2 | 2 | 0 | 8−3  | 8 |
| 3  | «Полісся-2»     | 4 | 2 | 2 | 0 | 10−7 | 8 |
| 4  | «Буковина-2»    | 3 | 2 | 0 | 1 | 6−5  | 6 |
| 5  | «Атлет»         | 4 | 2 | 0 | 2 | 3−5  | 6 |
| 6  | «Скала 1911»    | 4 | 2 | 0 | 2 | 12−7 | 6 |
| 7  | ФК «Ужгород»    | 4 | 1 | 2 | 1 | 4−4  | 5 |
| 8  | «Куликів-Білка» | 3 | 1 | 1 | 1 | 4−4  | 4 |
| 9  | «Нива»          | 4 | 0 | 1 | 3 | 4−7  | 1 |
| 10 | СК «Вільхівці»  | 4 | 0 | 1 | 3 | 4−8  | 1 |
| 11 | «Реал Фарма»    | 3 | 0 | 1 | 2 | 1−9  | 1 |

### Результати матчів
| Команда         | АТЛ | БУК | ВІЛ | КУЛ | ЛІС | НВІ | ПОЛ | РЕА | СНИ | СКА | УЖГ |
| --------------- | --- | --- | --- | --- | --- | --- | --- | --- | --- | --- | --- |
| «Атлет»         |     |     | 1:0 |     |     |     |     |     | 0:1 |     |     |
| «Буковина-2»    |     |     |     |     | 0:2 |     |     | 2:0 |     |     |     |
| СК «Вільхівці»  |     |     |     | 1:2 |     |     | 3:3 |     |     |     |     |
| «Куликів-Білка» |     |     |     |     |     | 2:2 |     |     |     |     |     |
| ФК «Лісне»      | 3:0 |     |     |     |     |     |     |     |     |     | 1:1 |
| «Нива»          | 1:2 |     |     |     |     |     |     |     | 0:1 |     |     |
| «Полісся-2»     |     |     |     |     | 2:2 | 2:1 |     |     |     |     |     |
| «Реал Фарма»    |     |     |     |     |     |     |     |     |     | 0:6 | 1:1 |
| «Самбір-Нива-2» |     |     |     | 1:0 |     |     |     |     |     |     |     |
| «Скала 1911»    |     | 3:4 |     |     |     |     | 1:3 |     |     |     |     |
| ФК «Ужгород»    |     |     | 2:0 |     |     |     |     |     |     | 0:2 |     |

### Найкращі бомбардири
| № | Футболіст          | Команда     | Голи (пен.) |
| - | ------------------ | ----------- | ----------- |
| 1 | Жеррі Дюмерсі Йока | «Полісся-2» | 5           |

## Група Б

### Турнірна таблиця
| М  | Команда         | І | В | Н | П | РМ   | О  |
| -- | --------------- | - | - | - | - | ---- | -- |
| 1  | «Олександрія-2» | 4 | 3 | 1 | 0 | 5−2  | 10 |
| 2  | ФК «Тростянець» | 4 | 3 | 0 | 1 | 10−2 | 9  |
| 3  | «Колос-2»       | 3 | 3 | 0 | 0 | 7−1  | 9  |
| 4  | «Ребел»         | 4 | 3 | 0 | 1 | 6−3  | 9  |
| 5  | «Лівий берег-2» | 3 | 2 | 0 | 1 | 6−2  | 6  |
| 6  | «Локомотив»     | 3 | 1 | 1 | 1 | 4−5  | 4  |
| 7  | «Гірник-Спорт»  | 4 | 1 | 1 | 2 | 4−8  | 4  |
| 8  | «Чайка»         | 3 | 0 | 2 | 1 | 3−4  | 2  |
| 9  | «Чорноморець-2» | 3 | 0 | 1 | 2 | 1−5  | 1  |
| 10 | «Пенуел»        | 3 | 0 | 0 | 3 | 4−9  | 0  |
| 11 | «Діназ»         | 4 | 0 | 0 | 4 | 2−11 | 0  |

### Результати матчів
| Команда         | ГІР | ДІН | КОЛ | ЛІВ | ЛОК | ОЛЕ | ПЕН | РЕБ | ТРО | ЧАЙ | ЧОР |
| --------------- | --- | --- | --- | --- | --- | --- | --- | --- | --- | --- | --- |
| «Гірник-Спорт»  |     |     |     |     |     |     | 3:2 |     | 0:3 |     | 1:1 |
| «Діназ»         |     |     | 1:3 |     | 1:3 |     |     |     |     |     |     |
| «Колос-2»       |     |     |     |     |     |     |     |     |     |     |     |
| «Лівий берег-2» |     | 4:0 | 0:1 |     |     |     |     |     |     |     |     |
| «Локомотив»     |     |     |     |     |     |     |     |     |     | 1:1 |     |
| «Олександрія-2» |     | 1:0 |     |     |     |     |     |     | 2:1 |     |     |
| «Пенуел»        |     |     |     |     |     |     |     | 2:3 |     |     |     |
| «Ребел»         | 2:0 |     |     |     |     | 0:1 |     |     |     |     | 1:0 |
| ФК «Тростянець» |     |     |     |     | 3:0 |     | 3:0 |     |     |     |     |
| «Чайка»         |     |     |     | 1:2 |     | 1:1 |     |     |     |     |     |
| «Чорноморець-2» |     |     | 0:3 |     |     |     |     |     |     |     |     |

### Найкращі бомбардири
| № | Футболіст      | Команда         | Голи (пен.) |
| - | -------------- | --------------- | ----------- |
| 1 | Тимофій Хуссін | ФК «Тростянець» | 4           |